# گورنو دریانووو
گورنو دریانووو (به بلغاری: Gorno Dryanovo) یک منطقهٔ مسکونی در بلغارستان است که در شهرستان گارمن واقع شده‌است.
 گورنو دریانووو ۱۱٬۱۰۷ کیلومتر مربع مساحت و ۱٬۰۴۲ نفر جمعیت دارد و ۱٬۲۲۵ متر بالاتر از سطح دریا واقع شده‌است.